# Alicia Kowaltowski

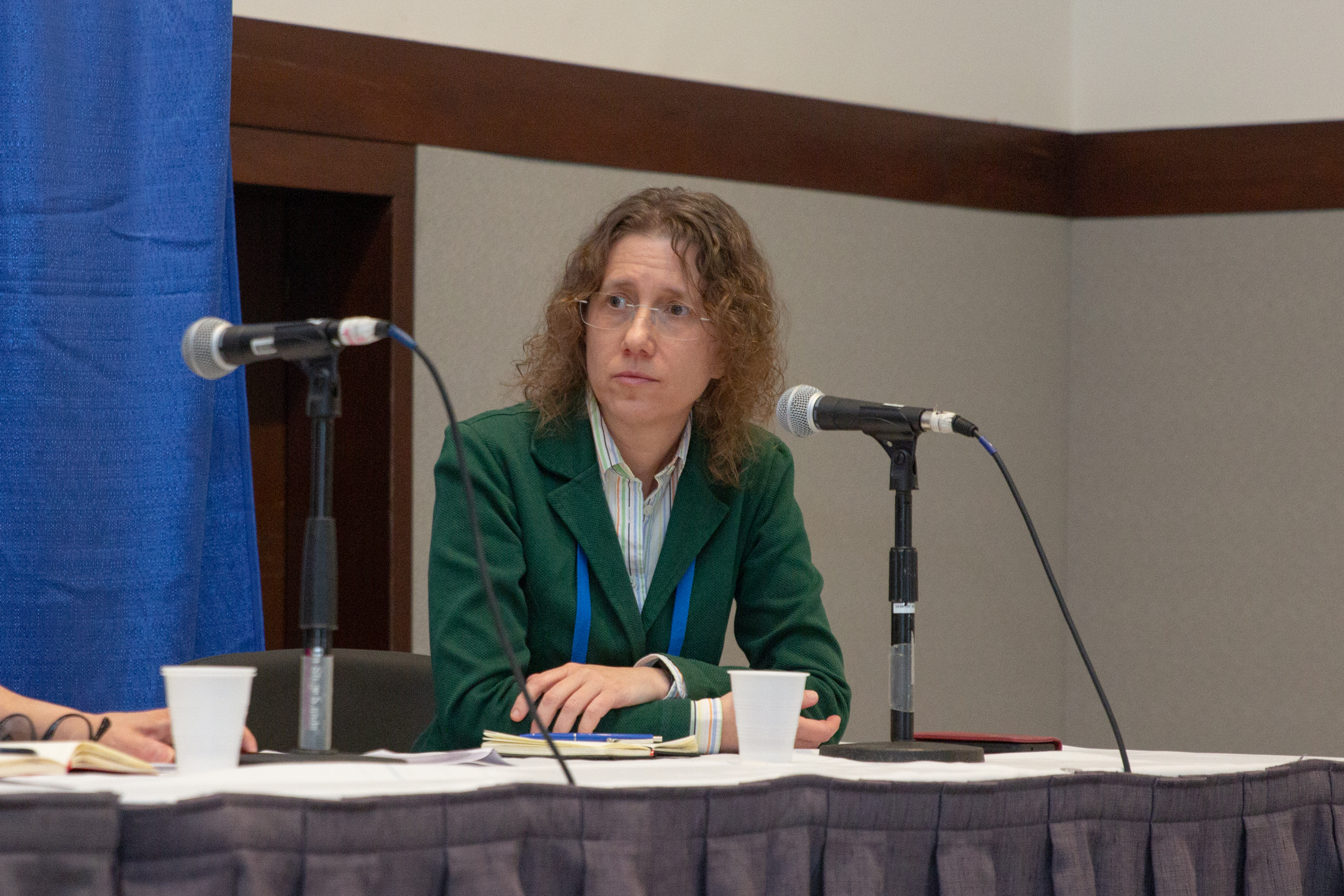
Alicia Kowaltowski

Alicia Juliana Kowaltowski (geb. 2. April 1974) ist eine brasilianische Medizinerin, Biochemikerin und Hochschullehrerin an der Universität São Paulo. Ihre Forschung befasst sich mit mitochondrialer Bioenergetik und deren Zusammenhang mit chronischen Erkrankungen und Alterungsprozessen. Im Jahr 2024 wurde sie mit dem L’Oréal-UNESCO-Preis ausgezeichnet.

## Leben
Kowaltowski ist die Tochter akademischer Eltern, die an der Universität Campinas tätig waren, und wuchs auf dem dortigen Universitätscampus auf. Schon früh zeigte sie Interesse an der Wissenschaft und entschied bereits in der 7. Klasse, Wissenschaftlerin werden zu wollen. Ihre schulische Ausbildung durchlief sie an einer technischen Schule mit einem Schwerpunkt auf Biochemie.
Im Jahr 1997 schloss sie ihr Medizinstudium an der Universität Campinas ab. Bereits im ersten Studienjahr begann sie unter Anleitung von Anibal E. Vercesi mit der biochemischen Forschung. Zwei Jahre später, 1999, promovierte sie an derselben Universität im Fach Medizinische Wissenschaften. Nach ihrem Studium wirkte sie als Postdoktorandin unter Keith D. Garild am Oregon Graduate Institute.
Seit 2000 ist Kowaltowski an der Universität São Paulo tätig, zunächst als Dozentin, inzwischen als Professorin am Institut für Chemie, wo sie das Labor für energetischen Stoffwechsel leitet. Sie setzt sich in der Nachwuchsförderung ein und hebt stets die Teamarbeit und die kollektiven Leistungen ihres Forschungsteams hervor.
Sie ist als Präsidentin der Brasilianischen Gesellschaft für Biochemie und Molekularbiologie tätig und betont immer wieder die Bedeutung von Wissenschaftskommunikation und öffentlicher Bildung zur Bekämpfung von Fehlinformationen und zur Förderung des wissenschaftlichen Nachwuchses.

## Wirken
Kowaltowskis Forschungsschwerpunkt liegt auf der mitochondrialen Bioenergetik, insbesondere der Rolle von Mitochondrien als zentrale Energiequelle der Zellen und deren Einfluss auf Alterung sowie chronische Erkrankungen wie Diabetes, Adipositas und Herzerkrankungen. Ihr Labor entdeckte wichtige Mechanismen, welche den Einfluss unterschiedlicher Ernährungsweisen auf den Stoffwechsel und die Gesundheit aufzeigen.
Unter anderem gelang Kowaltowski der Nachweis einer Verbesserung der Funktion der Mitochondrien durch Kalorienbegrenzung und somit deren Beitrag zur Verlängerung der Lebensspanne. Überdies gelang ihrem Team erstmals der Nachweis, dass Adiponektin, ein Hormon des Fettgewebes, geschädigte Zellen der Bauchspeicheldrüse regenerieren kann, was bedeutende Schlussfolgerungen für die Diabetesforschung bietet.
Kowaltowskis Forschungsleistungen wurden mit zahlreichen Preisen anerkannt, darunter der Preis Capes-Elsevier (2014), der Ester-Sabino-Preis für Wissenschaftlerinnen (2022) sowie die Guggenheim Fellowship (2006). Ihre Arbeit wurde zudem durch den L’Oréal-UNESCO-Preis (2024) geehrt, der ihr für ihre wesentlichen Beiträge zur mitochondrialen Biologie verliehen wurde.